# Croton subdecumbens
Croton subdecumbens är en törelväxtart som beskrevs av Attila L. Borhidi och O.Muniz. Croton subdecumbens ingår i släktet Croton och familjen törelväxter. Inga underarter finns listade i Catalogue of Life.